# I Will
I Will è un brano musicale dei Beatles contenuto nell'album The Beatles (meglio noto come White Album o Album Bianco).

## Il brano
La canzone è una ballata scritta da Paul McCartney, una canzone d'amore dedicata a Linda Eastman, sua futura moglie. La composizione del brano avvenne, come per la maggior parte della canzoni del White Album, in India durante il corso di meditazione trascendentale del Maharishi Mahesh Yogi. Fu proprio nell'ashram del Maharishi che il bassista produsse gran parte del materiale dell'album, contro il parere di George Harrison, il quale continuava a ripetere: «Non siamo qui per fare il prossimo album, siamo qui per meditare!».

## Registrazione
Il brano venne registrato il 16 settembre 1968 in una sessione che durò dalle sette del pomeriggio fino alle tre del mattino. Vennero registrate 67 nastri. Il sessantacinquesimo venne considerato il migliore e fu copiato nel 68. L'indomani, McCartney sovraincise il raddoppio vocale, il basso vocale e il raddoppio della chitarra. Durante la lavorazione al brano, in una pausa si improvvisarono anche Step Inside Love e Los Paranoias, che vennero pubblicate quasi tre decenni dopo sull'Anthology 3.

## Formazione
- Paul McCartney: voce raddoppiata, chitarra acustica raddoppiata, basso vocale
- John Lennon: percussioni
- Ringo Starr: bongo, maracas, percussioni[1]

## Cover
- La canzone è stata reinterpretata da diversi artisti, tra i quali: Alison Krauss (in Now That I've Found You: A Collection), Maureen McGovern (nel suo album del 1992 Baby I'm Yours) e Ben Taylor.
- Il brano viene cantato in The Love Affair, film romantico con Annette Bening e Warren Beatty.
- La canzone è stata reinterpretata in stile reggae da Tim Curry sul suo album Read My Lips.
- Jonathan Coulton fece una cover del brano come parte del suo Thing a Week[collegamento interrotto].
- Hugh Masekela eseguì I Will nel suo album del 1994 Reconstruction.
- Art Garfunkel reinterpretò il brano nel suo album del 1997 Songs from a Parent to a Child
- Una versione della canzone fatta da Diana Ross apparve nel suo disco del 2007 I Love You.
- Rose Melberg reinterpretò il brano nel suo album del 1998 Portola.
- Andrés Calamaro ha fatto una versione della canzone sul suo disco del 2000 El Salmón Dedo 3.
- Garrison Keillor canta il brano in una puntata dello show radiofonico A Prairie Home Companion.